# Ihor Sinicyn
Ihor Sinicyn (ukr. Ігор Сініцин; ros. Игорь Синицын; ur. 8 kwietnia 1986) – ukraiński zapaśnik startujący w stylu wolnym. Jedenasty w Pucharze Świata w 2011. Brązowy medalista ME juniorów w 2006 roku.